# Panicum pycnoclados
Panicum pycnoclados är en gräsart som beskrevs av Thomas Gaskell Tutin. Panicum pycnoclados ingår i släktet vipphirser, och familjen gräs. Inga underarter finns listade i Catalogue of Life.